# Japans damlandslag i basket

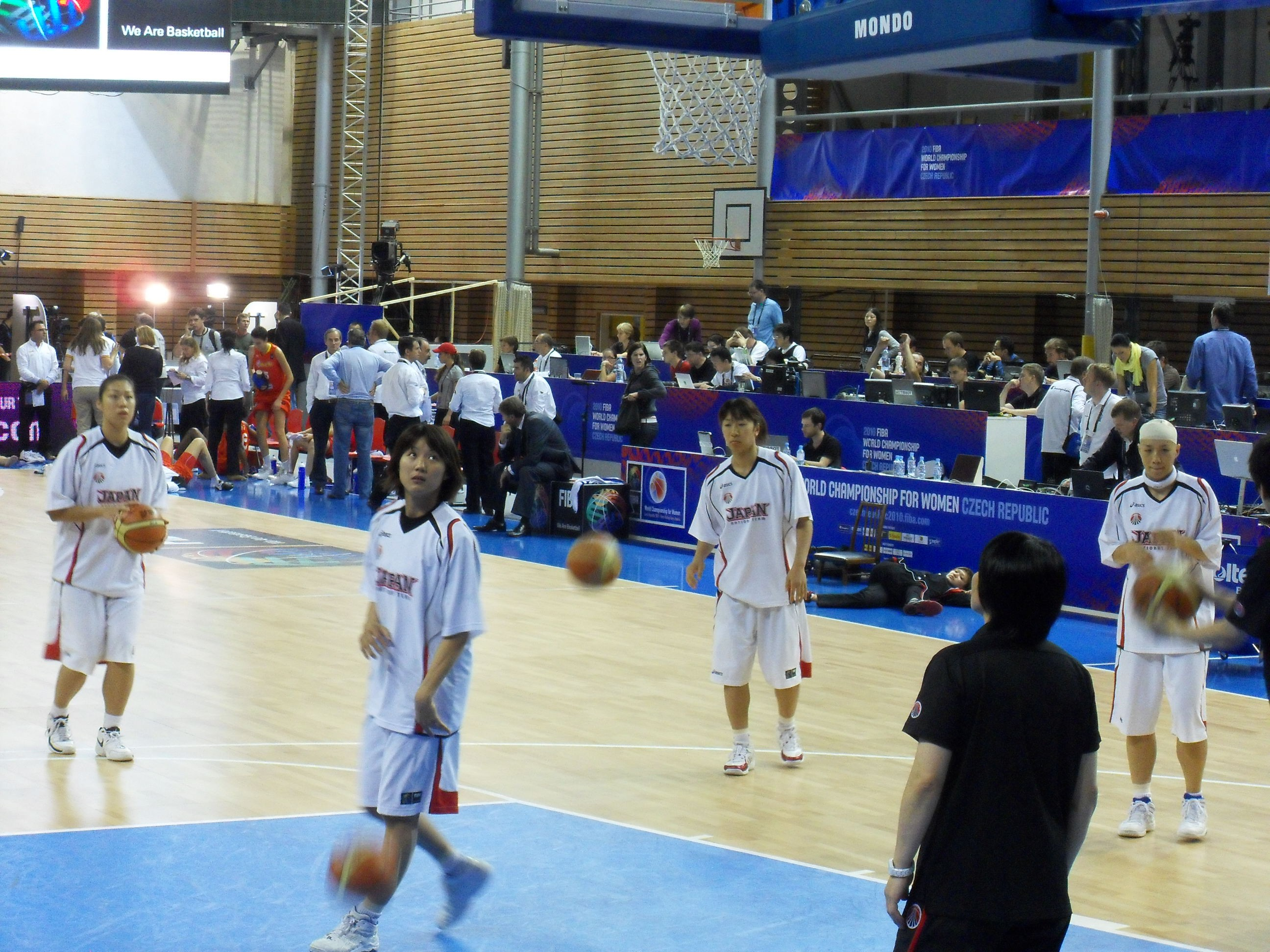
Tjeckien-Japan vid världsmästerskapet 2010 i Tjeckien.

Japans damlandslag i basket representerar Japan i basket på damsidan. Laget tog brons i världsmästerskapet 1975.

### Fotnoter
1. ↑  Todor Krastev (10 mars 1975). ”Women Basketball World Championship 1975 Cali (COL) - 23.09-04.10 Winner Soviet Union” (på engelska). Sport Statistics. Arkiverad från originalet den 20 maj 2009. https://www.webcitation.org/5gvC6ng3R?url=http://todor66.com/basketball/World/Women_1975.html. Läst 24 juni 2015.